# قره‌آغاج‌لار
قره‌آغاج‌لار (به لاتین: Karaagadzhlar) یک منطقه مسکونی در جمهوری آذربایجان است که در شهرستان آغجه‌آباد واقع شده است.